# 輪栽式農業
輪栽式農業（りんさいしきのうぎょう、ドイツ語: Felderwirtschaf）とは、18世紀から19世紀にかけて西ヨーロッパで普及した耕作方式であり、それまでの三圃式農業で見られた休閑が廃止され、従来の穀物生産に加えて飼料作物として栽培牧草や、根菜類に代表される中耕作物の栽培を特徴とする。大規模な資本投下により穀物と畜産物の供給量を増大させ、産業革命を下支えした。近世以降ベルギーやイギリスにおける実践の中で構築され、19世紀ドイツで体系化された。

## 特徴
ドイツの農学者テーアは著作『合理的農業の原理』の中で、輪栽式農法の特徴について以下のように定義した。
1. 利用されない休閑は一般に廃止される。その代わりに、毎年、一定の循環にしたがって、作物を一部は飼料用として、一部は販売用として栽培する。
2. この中耕作物のあとには一般に夏作をおこなう。
3. 二つの禾本科作物を決してつづけて作ってはならない。そのあいだに禾本科以外の中間作物を挿入することが、主要な原則である。
4. クローバーは、完全に清潔な（雑草の繁茂していない）、充分に耕起され、また施肥された土地にまかれる必要があるから、それはたいてい、第三年目に、中耕作物のあとにつくられる作物のそのあとに播種される。
5. より長い輪作、すなわち飼料と肥料をきわめて豊富にえて、耕地をひじょうに肥沃になしうるようなばあいに、完全に結実するまでまたずに青いうちに刈り取れる作物[2]を間に入れることはひじょうに有利である。
6. これらの作物のばあい、一年に二回の収穫が充分可能である。しかし、われわれの気候および多くの労働力を必要とする経営において、この一年に二回の収穫は、多くの人々が主張するほど、一般的ではない。
7. もしも、より長い輪作のあいだに二回施肥されるならば、第二回目の施肥は穀物にではなしに、他の青刈りにされるのが一番よいような作物にされるべきである。
8. 耕地の半分に飼料をつくるということは、決して本質的な条件ではないとともに、また、耕地の半分にしか穀物をつくってはならないということも、本質的な条件ではない。

## 成立の条件
またテーアは輪栽式農法を実施するために、以下の条件を挙げた。
1. 耕地の完全な所有と自由な利用、その上に他人がもついっさいの使用権の排除、あるいは合理的にそれを囲い込む権利。
2. 耕地の良い、そして家からあまり離れていない、あまり遠くない位置。
3. あまり痩せてない土地、あるいは肥効に富んだ肥料を入手するための特別な手段。
4. 多くの労働力。
5. ひじょうに注意深い、勤勉な、思慮深い、そして決断力のある管理人。
6. すべての生産物に充分な販路があり、したがって土地が労働にたいして正当な価値をもっているところでのみ、それは適合する。
7. 最後に、大きな経営資本と充分な設備とを必要とする。

## 休閑の廃止
輪栽式農法は休閑を廃止してクローバー等の栽培牧草やカブやジャガイモに代表される中耕作物を栽培し、家畜飼料を生産することを特徴とするが、当然これにはコストが発生する。ドイツの経済学者チューネンは輪栽式農法のメリット・デメリットについて以下のように整理した。
休閑作物栽培による利益
1. 家畜飼料を収穫するを得ること
2. 休閑作物を肥料に供するによりて収むるを得べき肥料の価値、遥かに其栽培費に超過し、従って、之を栽培せざる場合に比すれば、穀作面積を増加せしむるを得ること

休閑作物栽培による不利益
1. 耕作費の増加すること
2. 種子費の要すること
3. 休閑作物の跡地に栽培せる冬穀に、減収を来すこと

休閑作物の栽培には新たな投資と労働力の継続的投下が不可欠であり、穀物価格が非常に高騰、あるいは土地が非常に肥沃か大量の肥料を供給できる場合でなければ採算性がとれるものではなかった。チューネン圏においては自由式農法圏、林業圏に次ぐ第三圏に位置付けられ、都市に近接して輸送費を抑えられることが求められている。